# Антигуанско-мексиканские отношения
Антигуанско-мексиканские отношения — двусторонние дипломатические отношения между Антигуа и Барбудой и Мексикой. Страны являются членами Организации американских государств (ОАГ), Ассоциации карибских государств и Организации Объединённых Наций (ООН).

## История
14 сентября 1984 года государства установили дипломатические отношения. Отношения между странами развивались в основном на многосторонних форумах. В июле 1995 года было подписано Соглашение о научно-техническом сотрудничестве. В феврале 2010 года премьер-министр Антигуа и Барбуда Болдуин Спенсер вернулся в Мексику для участия в саммите Мексики и Карибского сообщества (КАРИКОМ) в Канкуне.
В 2014 году правительство Мексики пожертвовало 5 миллионов долларов США на строительство доступных домов на Антигуа и Барбуде. В мае 2016 года премьер-министр Антигуа и Барбуды Гастон Браун принял участие в работе Экономической комиссии для Латинской Америки и Карибского бассейна в Мехико. В 2017 году Мексика открыла почётное консульство в Сент-Джонсе. В июне 2017 года посол Антигуа и Барбуды в США и ОАГ Рональд Сандерс посетил Мексику для участия в 47-й Генеральной ассамблее Организации американских государств в Канкуне.
Каждый год правительство Мексики предлагает стипендии гражданам Антигуа и Барбуды для обучения в аспирантуре в высших учебных заведениях страны.

## Торговля
В 2018 году объём товарооборота между странами составил сумму 3,8 миллиона долларов США. Экспорт Антигуа и Барбуды в Мексику: электронные схемы, дизельные насосы, воздушные насосы и пластиковые пластины. Экспорт Мексики на Антигуа и Барбуду: телефоны, макаронные изделия, солодовое пиво и инсектициды.

## Дипломатические представительства
- У Антигуа и Барбуды есть посол-нерезидент, представляющий интересы страны в Мексике из Сент-Джонса.
- Мексика представлена на Антигуа и Барбуда через посольство в Кастри (Сент-Люсия) и имеет почётное консульство в Сент-Джонсе[6].